# Alexander Zizka
Alexander Zizka ist ein deutscher Biogeograph und Botaniker. Er ist Professor für die Biodiversität der Pflanzen an der Universität Marburg.

## Werdegang
Alexander Zizka wurde 2018 an der Universität Göteborg mit der Dissertation „Big data insights into the distribution and evolution of tropical diversity“ promoviert. Anschließend war er als Postdoc am Synthesis Centre (sDiv) des Deutschen Zentrum für integrative Biodiversitätsforschung tätig. Seit 2022  lehrt er als Professor an der Philipps-Universität Marburg. Dort leitet er die Arbeitsgruppe Biodiversität der Pflanzen.

## Arbeit
Alexander Zizka forscht zur Makroevolution und geographischen Verbreitung von Blütenpflanzen. Dazu entwickelt und nutzt er Algorithmen und Software um mithilfe von "Big data"  Verberitungsmuster, Entwicklungsszenarien und Gefährdungsfaktoren und anderes zu klären. Er wendet seine Erkenntnisse in der Biodiversitäts- und Naturschutzforschung an. er arbeitet viel mit Belegen von wissenschaftlichen Sammlungen. Das Biogeographisches Lieblingsgebiet Zizkas sind die tropischen Savannen und er interssiert sich für die Evolution verschiedener pflanzlicher Wuchsformen.
Mit einem internationales Team unter seiner Leitung hat er als Mitarbeiter des Deutschen Zentrum für integrative Biodiversitätsforschung (iDiv) und der Universität Leipzig (UL) den ersten Platz beim Ebbe-Nielsen-Wettbewerb der Global Biodiversity Information Facility (GBIF) belegt. Zizka und sein Team wurden für die Entwicklung von Bio-Dem ausgezeichnet, einer Open-Source-Web-App zur Erforschung der zeitlichen und räumlichen Beziehungen zwischen der Verfügbarkeit von Biodiversitätsdaten und den einzelnen Dimensionen der Demokratischen Praxis vor Ort. Für ihre Auswahl erhalten Zizka und sein Team 12.000 Euro.

## Publikationen
- Zizka A, Andermann T, & Silvestro D (2022). IUCNN–Deep learning approaches to approximate species’ extinction risk. Diversity and Distributions, 28(2), 227–241.[pdf]
- Zizka A, Silvestro D, Vitt P & Knight, TM (2021): Automated conservation assessment of the orchid family with deep learning. Conservation Biology, 35(3), 897–908.[pdf]
- Zizka A, Carvalho-Sobrinho JG, Pennington RT, Queiroz, LP, Alcantara S, Baum DA, Bacon CD & Antonelli, A. (2020): Transitions between biomes are common and directional in Bombacoideae (Malvaceae). Journal of Biogeography, 47(6), 1310-1321.[pdf]
- Zizka A, Silvestro D, Andermann T, Azevedo J, Duarte Ritter C, Edler D, Farooq H, Herdean A, Ariza M, Scharn R, & others. (2019): CoordinateCleaner: Standardized cleaning of occurrence records from biological collection databases. Methods in Ecology and Evolution, 10(5), 744–751.[pdf]
- Antonelli A*, Zizka A*, Carvalho FA, Scharn R, Bacon CD, Silvestro D & Condamine FL (2018). Amazonia is the primary source of Neotropical biodiversity. Proceedings of the National Academy of Sciences, 115(23), 6034–6039.